# Шервани, Салим
Салим Шервани (урду ﺳﻠﯿﻢ ﺷﻴﺮوﺍﻧﻰ‎, англ. Salim Sherwani, 4 января 1951) — пакистанский хоккеист (хоккей на траве), вратарь. Серебряный призёр летних Олимпийских игр 1972 года, бронзовый призёр летних Олимпийских игр 1976 года, чемпион мира 1971 года.

## Биография
Салим Шервани родился 4 января 1951 года.
В 1971 году в составе сборной Пакистана завоевал золотую медаль дебютного чемпионата мира в Барселоне.
В 1972 году вошёл в состав сборной Пакистана по хоккею на траве на Олимпийских играх в Мюнхене и завоевал серебряную медаль. Играл на позиции вратаря, провёл 9 матчей, пропустил 7 мячей (три от сборной ФРГ, по одному от Испании, Уганды, Аргентины и Бельгии).
В 1976 году вошёл в состав сборной Пакистана по хоккею на траве на Олимпийских играх в Монреале и завоевал бронзовую медаль. Играл на позиции вратаря, провёл 2 матча, пропустил 2 мяча от сборной Испании.
В 1970 и 1974 годах завоевал золотые медали хоккейных турниров летних Азиатских игр в Бангкоке и Тегеране.
В 1969—1979 годах провёл за сборную Пакистана 91 матч.